# Ledereragrotis albivenata
Ledereragrotis albivenata är en fjärilsart som beskrevs av Otto Staudinger 1892. Ledereragrotis albivenata ingår i släktet Ledereragrotis och familjen nattflyn. Inga underarter finns listade i Catalogue of Life.